# ジョン・ブラッドベリー
ジョン・ブラッドベリー（John Bradbury、1768年 - 1823年）は、スコットランドの綿織物業者、植物学者である。19世紀初頭のアメリカ合衆国を植物採集のために訪れた。1811年に現在のミズーリ州で発生したニューマドリッド地震の記録を残したことでも知られる。

## 略歴
現在のマンチェスターのスタリーブリッジ（Stalybridge）の近くで生まれた。綿織物業で働く一方、1792年にロンドン・リンネ協会のフェローに選ばれた。マンチェスターに住んでいた時に、リヴァプール植物園（現在のウェバツリー・ボタニック・ガーデン）の資金支援者にアメリカへの植物採集旅行の資金を申請して認められた。アメリカに渡り、大統領を退いた、トーマス・ジェファーソンと1809年に会い、セントルイスやミズーリで植物採集をすることを勧められた。セントルイスを旅し、リヴァプールに植物の種子を送った。1811年にジョン・ジェイコブ・アスターの資金によるオレゴン州への山脈を越えるルートの探索するアスター遠征隊に、トーマス・ナトール(Thomas Nuttal）と参加した。ブラッドベリーはオレゴンへ向かう遠征隊本隊と別れ、モンタナ州へ向かうミズーリ川を探検するグループに加わり、この間40の新種植物の記録を残し、種子を採集した。これらの植物のいくつかは、ブラッドベリーに無断で、フレデリック・パーシュが、"Flora Americae septentrionalis"（「北米の植物」1813年または1814年）に記載した。この出来事もあって、ブラッドベリーはその後、植物学の分野での活動をあまりしなくなったとされる 。
1811年12月にアスター遠征から帰還し、後にテネシー州のメンフィスとなる、テネシー西端でニューマドリッド地震の最初の地震に遭遇した。ブラッドベリーによる記録は最初の科学者によるこの地震の記録となった。ブラッドベリーの著作、"Travels in the interior of America, in the years 1809, 1810, 1811"は1817年に発表された。
ブラッドベリーの帰国は1812年に始まった、米英戦争で遅れ、その間、著書、"Remarks on the States of Ohio, Kentucky, and Indiana, with the Illinois and Western Territory, and on the Emigrations to Those Countries"の元になった調査を行った。